# Église Sainte-Cécile du Carla
Pour les articles homonymes, voir Église Saint-Barthélémy.
L'église Sainte-Cécile du Carla est une église dédiée à sainte Cécile située à Castelnau-de-Lévis, dans le Tarn, en région Occitanie.
Après plusieurs décennies d'abandon, elle a été rénovée à partir de 2003 sur l'initiative de l'artiste Casimir Ferrer.

## Historique
Le village de Mazières tire son nom du latin maceria qui signifie le mur ou ruines. Ce nom proviendrait de la construction du village sur les ruines laissées par les invasions des Wisigoths au  Ve siècle. En 1169, l'église de Mazières est donnée à la commanderie hospitalière de Rayssac,,. 
En 1209, le village de Mazières, situé à cet endroit, a été incendié par Simon de Montfort sur ordre du Roi de France Philippe II Auguste lors de la croisade des albigeois (1208-1244). Un nouveau village et une paroisse ont été reconstruits par la suite et, en lieu et place de l'église Notre-Dame de Mazières, a été édifiée au XVe siècle l'église Sainte-Cécile du Carla en hommage à la martyre Cécile de Rome. L'église est reconstruite selon le plan de la croix latine avec un chevet orienté à l'Est et avec un clocher-mur caractéristique régionale, ici percé de trois ouvertures dont deux géminées. L'église est de style gothique avec un chevet, deux absides symétriques et rectangulaires ainsi que deux chapelles en arcs brisés. Max Assié estime que la présence d'une croix pattée sculptée sur un autel extérieur et rattaché à l'église peut être la marque d'une influence de l'Ordre des Templiers. 
Durant la Révolution française, l'église n'est que très peu dégradée malgré les destructions voulues par l'époque. Mais elle n'est plus entretenue et à la fin du XIXe siècle les offices sont stoppés malgré les pétitions des paroissiens. Après la Seconde Guerre mondiale, le service des Sites du Ministère de l'Éducation nationale prend un arrêté le 3 décembre 1942 pour inscrire l'église du Carla à l'inventaire des sites pittoresques du Tarn, donc une mesure départementale. À la fin des années 1970, l'église parfois déclarée comme une simple chapelle, entre dans un schéma de préservation mené par la commune de Castelnau-de-Lévis et son maire Pierre Valax. Une vente aux enchères d'une cinquantaine de tableaux d'artistes régionaux est organisée le 6 mai 1979 à Albi au profit de l'église mais essentiellement des travaux de première urgence. Deux objets d'art inscrits en 1957 au registre du patrimoine mobilier historiques sont alors déménagés à Marssac-sur-Tarn, un Christ en croix du XVe siècle ou XVIe siècle et une statue d'une Vierge à l'Enfant du début du XVIe siècle. En 1980, un chapiteau en pierre du XIIe siècle lui aussi classé et qui servait de bénitier encastré dans un mur près du porche est volé. En 1981, Jean Roques écrit un livre sur le village de Castelnau-de-Lévis et décrit l'église du Carla comme « une église hantée de tristesse et de hiboux, vouée au pillage, dont des chênes nains puisant dans l'humus gras d'un cimetière millénaire une patiente force, tentent d'ébranler les murs ».

### Rénovation par Casimir Ferrer
Durant l'été 2002, durant une balade digestive dominicale avec un couple d'amis, les Hermet, Casimir Ferrer et sa femme découvre une église abandonnée sur le chemin de Labastide-de-Lévis. Rolland Hermet, entrepreneur dans le béton, taquine Casimir et lui propose sur le ton de la plaisanterie de repeindre l'édifice. L'artiste étant toujours à la recherche de nouveau projet commence alors à s'imaginer faire quelque chose pour ce bâtiment. Quelques semaines plus tard les deux hommes, pourvus de la clé prêtée par la mairie, visitent l'édifice. L'artiste image un projet de peinture mais aussi un lien avec les enfants malades et parvient à convaincre le maire, Georges Lacombe. En parallèle il prospecte des artisans d'abord parmi ses relations.
En 2003, Casimir Ferrer et son association Mille Étoiles pour l'Enfance, créée dans ce but, entreprennent de rénover l'église Sainte-Cécile du Carla. L'association est déclarée en préfecture le 13 novembre 2003 à Albi. L'année 2004 est consacrée au nettoyage de l'église. Ensuite une entreprise de maçonnerie spécialisée dans les techniques médiévales s'est lancée dans la réfection des murs extérieurs et intérieurs, consolidant des lézardes dépassant les 10 cm, de 2005 à 2007. Durant ces travaux, une fresque du XVIIe siècle est découverte sur le mur du fond de l'église, cachée sous un revêtement. La fresque représente une alcôve encadrée de deux tours surmontée de croix, dans laquelle deux anges tiennent des tentures au dessus de deux portraits en médaillon, un homme aux cheveux bouclés à gauche et une femme voilée. Une inscription latine permet d'établir une consécration par le curée de la paroisse de cet ornement en 1670.
D'autres travaux comme la menuiserie, des terrassements à l'extérieur, ou l'électricité  se poursuivent en 2008 et 2009. Ces travaux sont tous réalisés bénévolement par des entreprises locales, contactées par Casimir Ferrer. En septembre 2008, Mille Étoiles pour l'Enfance signe un bail avec la mairie ce qui permet à Casimir Ferrer, président de l'association, d'entamer la partie artistique. L'artiste débute les peintures des voûtes en 2009 qui s'achèvent fin 2010. 
L'église est inaugurée le 25 juin 2011. À partir de 2011, les travaux s'axent sur l'extérieur avec la plantation d'essences régionales et la création d'un arboretum avec l'appui du Conservatoire Départemental d’Espèces Fruitières et Vignes Anciennes de Puycelsi. De plus, le site s'associe au programme des Journées européennes du patrimoine. En parallèle de nombreux événements sont régulièrement organisés comme des spectacles, des concerts, des expositions dont les bénéfices sont reversés à des associations des enfants malades.
Fin juin, début juillet 2015, un chemin est creusé depuis l'édifice religieux vers les berges du Tarn pour rejoindre un embarcadère nouvellement créé, qui doit accueillir des gabares touristiques venant d'Albi. Les berges sont inaugurées le 27 juin 2015 en présence du parrain de l'association, l'astronaute Patrick Baudry. Le 15 août 2015, la première gabare reliant Albi et l'église est mise en service, baptisée Carla. Le même jour, Casimir Ferrer inaugure une sculpture à proximité de l'église intitulée Mille Étoiles pour l'Enfance, comme son association. Le 29 août 2015, le spectacle Les mystères du Carla 2009-2015 est donné devant l'église et 1200 spectateurs par une centaine de comédiens d'après un livre de Claude Rey paru en 2011. 
En août 2018, Casimir Ferrer réalise une sculpture de saint Michel de 3,15 m, personnage que l'artiste associe à la protection de l'enfance. En juin 2023, l'association inaugure en présence du préfet, les Jardins Insolites du Carla, à vocation pédagogique, comprenant, entre autres, un théâtre de verdure, un verger, un rucher-école, un jardin japonais, un jardin de plantes aromatiques et médicinales ainsi que douze chalets dont sept d'exposition temporaire.